# Lili Erzinger
Lili Erzinger, née le 9 mai 1908 à Zurich, et morte le 7 octobre 1964 à Neuchâtel est une artiste, peintre et dessinatrice suisse. Son œuvre est marquée par l'abstraction épurée.

## Biographie
Lili Erzinger se forme d'abord à l'École d'art de La Chaux-de-Fonds puis part à Paris en 1929 pour suivre des cours notamment à l'Académie de la Grande Chaumière et à l'Académie Ranson jusqu'en 1936. Elle étudie auprès d'André Lhote, Roger Bissière et Fernand Léger auprès duquel elle développe son goût pour la peinture non-figurative. Il lui enseigne également l'importance du dessin comme étape essentielle de la construction plastique. 
Les voyages entrepris par Lili Erzinger sont des jalons importants. Elle séjourne à Riga en 1935 et s'inspire du paysage urbain qu'elle représente en le réduisant à l'essentiel de ses lignes. Elle opère également un travail sur l'arrière-plan qui perd son aspect tridimensionnel pour devenir un aplat coloré. En 1936, elle enseigne la peinture et l'histoire de l'art à Saint-Louis aux États-Unis et déclarera plus tard avoir été fortement marquée par les couleurs et noirs intenses et le dynamisme du pays. Le motif de la flamme dont elle dessine la silhouette avec une ligne sinueuse lui est inspiré par une cérémonie religieuse à laquelle elle assiste à Einsiedeln en 1937.  
Parmi les affinités et influences artistiques de Lili Erzinger, on peut citer Vassily Kandinsky, Jean Arp et Sophie Taueber-Arp. Les idées théoriques du premier inspirent ses propres recherches plastiques. En effet, la notion de « résonance intérieure » est une question fondamentale du travail de Lili Erzinger. Elle rencontre le couple Arp à la fin des années 1930 et à la suite du décès de Sophie Taueber-Arp, Lili Erzinger se rend dans l'atelier de Jean Arp à Meudon pour restaurer certaines des toiles de son épouse, à la demande de ce dernier.   
Lili Erzinger s'installe à nouveau et définitivement en Suisse, à Neuchâtel au début de la Seconde Guerre mondiale. Elle présente ses œuvres aux expositions du groupe Allianz à Zurich en 1942, 1947 et 1954 et au Salon des Réalités nouvelles à Paris entre 1946 et 1949.

## Œuvre

### Expositions (sélection)

#### Collectives
- 1995 : Karo Dame. Konstruktive, konkrete und radikale Kunst von Frauen von 1914 bis heute, Aargauer Kunsthaus Aarau
- 2008 : Jeanne Lombard (1865-1945) et les artistes neuchâteloises 1908-2008, Musée d'art et d'histoire de Neuchâtel
- 2020 : Camille Graeser. Devenir concret, Musée des beaux-arts de La Chaux-de-Fonds

#### Personnelles
- 1984 : Hommage à Lili Erzinger, Musée d'art et d'histoire de Neuchâtel
- 1989 : Lily Erzinger. 1908-1964, Musée des beaux-arts de La Chaux-de-Fonds
- 2019 : Lily Erzinger. De la collection, Musée des beaux-arts du Locle

### Ouvrages
- Isabelle Aeby, Lili Erzinger : 1908-1964. Collection Ebel, La Chaux-de-Fonds, Glasnost, 1988, 87 p..
- (de) Annemarie Bucher, Spirale : Eine Künstlerzeitschrift. 1953-1964, Baden, Lars Müller, 1990.
- Christine Beauvalot, Lili Erzinger (1908-1964), DEA, Paris-Sorbonne (Paris IV) sous la direction de Serge Lemoine, 1991.
- Stéphanie Guex, « Lili Erzinger : peintre et graphiste (1908-1964) », dans Michel Schlup, Biographies neuchâteloises, t. 5 : De 1950 au seuil du XXIe siècle, Hauterive, G. Attinger, 2008, p. 101-106.

### Catalogues d'exposition
- Hommage à Lili Erzinger. Neuchâtel, Musée des beaux-arts, 1984. [Éditeur :] Pierre von Allmen, Françoise Arnoux. Neuchâtel, 1984.
- Karo Dame. Konstruktive, konkrete und radikale Kunst von Frauen von 1914 bis heute. Aargauer Kunsthaus Aarau, 1995. Hrsg.: Beat Wismer. Baden: Lars Müller, 1995.

### Article
- Isabelle Papaloïzos-Aeby, « Lili Erzinger », sur SIKART Dictionnaire sur l'art en Suisse.